# هوآکاراجه
هوآکاراجه (به اسپانیایی: Huacaraje) یک شهر در بولیوی است که در شهرداری هوآکاراجه واقع شده‌است. هوآکاراجه ۲٬۸۸۲ نفر جمعیت دارد.